# Carabiniere ausiliario
I carabinieri ausiliari sono  degli appartenenti al corpo militare dell'Arma dei carabinieri italiana, arruolati con modalità diverse dall'ordinario.

## Storia

### La nascita
La figura venne istituita con il decreto legislativo luogotenenziale 25 febbraio 1917 n. 257. Subito dopo l'emanazione della norma, ne furono subito arruolati 12.000 tra i militari di altre armi e corpi del Regno d'Italia per far fronte adeguatamente ai compiti d'istituto determinate dallo stato di guerra, durante la prima guerra mondiale.
Negli anni successivi, in tempo di pace, furono impiegati soprattutto in occasione di particolari servizi di ordine pubblico per evitare di distogliere gli effettivi dal normale servizio. Altri seimila ausiliari furono assunti con un nuovo decreto il 2 dicembre dello stesso anno. Essi furono selezionati da ufficiali dei carabinieri e quindi inviati a rinforzare i reparti territoriali. La ferma prevista era di 6 mesi.
Essi erano equipaggiati con la stessa divisa ed armamento dei carabinieri a piedi, eccetto la sciabola. Per problemi di approvvigionamento, però, la gran parte mantenne la divisa dei reparti di provenienza, applicando sulla giubba grigio-verde un "sovracolletto" di panno turchino con relativi alamari e sul berretto il fregio del corpo. L'assegno giornaliero degli ausiliari era fissato in 2,30£ (comprensive della quota di vestiario di 0,28£) alle quali si aggiungevano eventuali indennità (viaggio, pernottamento...) previste già per i carabinieri effettivi. Disponevano, inoltre, di un "fondo massa vitto" di 70£, che veniva corrisposto e mantenuto dall'Amministrazione legionale, alla quale andava riversato all'atto della cessazione del servizio. Quando destinati alle stazioni era previsto che, nel primo periodo, gli ausiliari espletassero servizi insieme a graduati e Carabinieri effettivi anziani, così da acquisire l'esperienza necessaria.

### Nel secondo dopoguerra
All'indomani della conclusione della seconda guerra mondiale, con il decreto legislativo luogotenenziale 9 novembre 1945 n. 857 fu prolungato la durata dell'arruolamento a 18 mesi ed estesa anche ai militari di leva, non più solo ai militari provenienti da altre Armi e Corpi.
Una successiva legge del 18 febbraio 1963 introdusse un periodo iniziale di formazione istituzionale di 3 mesi dopo il quale erano equiparati, anche dal punto di vista economico (50.000£), ai carabinieri effettivi. La legge 11 febbraio 1970 n. 56 stabilì che non solo gli ausiliari dovessero essere presi nei limiti delle vacanze della pianta organica, ma anche nei "limiti dei posti disponibili nel contingente determinato annualmente con legge di bilancio".

### La fine
In seguito alla sospensione alle chiamate al servizio di leva in Italia, stabilita legge 23 agosto 2004, n. 226 a partire dal 1º gennaio 2005, di fatto non è più possibile arruolare carabinieri ausiliari. L'ultimo giuramento (270º corso) si è avuto il 21 gennaio 2005 alla scuola Militare di Fossano e del successivo 28 gennaio in quella di Benevento.